# Dearダニー 君へのうた
『Dearダニー 君へのうた』（原題: Danny Collins）は、2015年にアメリカ合衆国で公開されたコメディ映画である。監督・脚本はダン・フォーゲルマンが、主演はアル・パチーノが務めた。なお、本作はダン・フォーゲルマンの監督デビュー作品でもある。

## あらすじ
本作はフォークソング歌手のスティーヴ・ティルストンに実際に起きたエピソードを基にシナリオが描かれている。
1970年代にロック歌手として活躍していたダニー・コリンズは年老いた今でもロック歌手としての活動を続けようと必死になっていた。そんなある日、ダニーのマネジャーを務めるフランク・グラブマンから40年前にジョン・レノンがダニーに宛てた手紙を渡された。それを読んだダニーは第2の人生を歩むと決意した。

## キャスト
※括弧内は日本語吹替
- ダニー・コリンズ - アル・パチーノ（羽佐間道夫）
- メアリー・シンクレア - アネット・ベニング（幸田直子）
- サマンサ・リー・ドネリー - ジェニファー・ガーナー（宮澤はるな）
- トム・ドネリー - ボビー・カナヴェイル（山田浩貴）
- フランク・グラブマン - クリストファー・プラマー（近石真介）
- ソフィー - カタリーナ・キャス（大津愛理）
- ホープ・ドネリー - ジゼル・アイゼンバーグ（佐藤亜美菜）
- ジェイミー - メリッサ・ブノワ
- ニッキー・アーンスト - ジョシュ・ペック（虎島貴明）
- ガイ・デローチ - ニック・オファーマン（中野裕斗）

## 製作
2010年11月、スティーヴ・カレルはロック歌手の息子を演じることを望んでいたが、スケジュールの調整がつかなかったと報じられた。2011年6月、アル・パチーノにダニー・コリンズ役での出演が持ちかけられたとの報道があった。2012年10月、ジェレミー・レナーがカレルの代役として出演することが決まった。しかし、最終的にはレナーは降板し、ボビー・カナヴェイルが出演することとなった。また、ジュリアン・ムーアに出演を打診した役は、アネット・ベニングが演じることになった。
2013年7月、主要撮影がカリフォルニア州ロサンゼルスで開始された。

## 評価
本作は批評家から高く評価された。映画批評集積サイトのRotten Tomatoesには82件のレビューがあり、批評家支持率は78%、平均点は10点満点で6.6点となっている。サイト側による批評家の意見の要約は「アル・パチーノの心を打つ名演とベテラン俳優陣が脇を固めているおかげで、『Dearダニー 君へのうた』は観客に感動を届けるために必要な予測可能かつ強引な展開を何とか鑑賞に堪えうるものにしている。」となっている。また、Metacriticには29件のレビューがあり、加重平均値は58/100となっている。

### 受賞
| 年   | 映画賞                     | 賞                                        | 対象           | 結果       |
| ---- | -------------------------- | ----------------------------------------- | -------------- | ---------- |
| 2016 | 第73回ゴールデングローブ賞 | 主演男優賞（ミュージカル / コメディ部門） | アル・パチーノ | ノミネート |